# Itaitubana
Itaitubana is een geslacht van kevers uit de familie bladkevers (Chrysomelidae).
De wetenschappelijke naam van het geslacht werd in 1963 gepubliceerd door Bechyne.

## Soorten
- Itaitubana alternata (Jacoby, 1886)
- Itaitubana conjuncta (Bowditch, 1923)
- Itaitubana elegans (Bowditch, 1923)
- Itaitubana illigata (Erichson, 1847)
- Itaitubana lineatipennis (Jacoby, 1886)
- Itaitubana peruviana (Bowditch, 1923)
- Itaitubana spinipennis (Bowditch, 1923)
- Itaitubana univittata (Bowditch, 1923)
- Itaitubana vittata (Bowditch, 1923)